# Gran Premio di Cina 2018
Il Gran Premio di Cina 2018 è stata la terza prova della stagione 2018 del campionato mondiale di Formula 1. La gara si è corsa domenica 15 aprile 2018 sul circuito di Shanghai ed è stata vinta dall'australiano Daniel Ricciardo su Red Bull Racing-TAG Heuer, al suo sesto successo nel mondiale. Ricciardo ha preceduto all'arrivo il finlandese Valtteri Bottas su Mercedes e l'altro finlandese Kimi Räikkönen su Ferrari.

## Vigilia

### Aspetti tecnici
Per questo gran premio la Pirelli offre la scelta tra gomme di mescola media, morbida e ultramorbida. Per la prima volta, in stagione, le tre mescole non sono continue.
La Federazione stabilisce due zone dove i piloti possono attivare il Drag Reduction System, confermando quelle delle stagioni precedenti: il rettifilo dei box, con punto per la determinazione del distacco fra piloti posto prima dell'ultima curva, e sul lungo rettilineo tra le curve 13 e 14, con detection point stabilito alla curva 12.
A seguito dell'incidente patito da un meccanico della Scuderia Ferrari, nel corso di un pit stop nel gran premio precedente, la FIA apre un'inchiesta sulle procedure che vengono seguite da tutte le scuderie al momento del cambio gomme. Il direttore di gara, Charlie Whiting, invita la FIA ad aprire un'inchiesta anche sulla perdita di parti della vettura, che ha evidenziato la Haas.

### Aspetti sportivi
Il gran premio torna come terza gara della stagione, così come nel 2016; già a settembre 2017 venne prospettata l'ipotesi, nel calendario per il 2018, di invertire le date tra il Gran Premio di Cina e quello del Bahrein, al fine di evitare la concomitanza del gran premio cinese con una festività religiosa. Il calendario, confermato definitivamente a dicembre 2017, ha poi previsto questa inversione.
L'ex pilota di F1, lo statunitense Danny Sullivan, è nominato commissario aggiunto per la gara. Ha svolto tale funzione anche in passato, l'ultima proprio nella gara precedente in Bahrein. Il pilota finlandese della Mercedes, Valtteri Bottas, festeggia il centesimo gran premio nel mondiale di F1.
In Cina viene organizzato, da Liberty Media, il primo F1 Festival, che prevede varie manifestazioni per coinvolgere maggiormente i tifosi attorno al campionato. È prevista la tenuta di altri festival simili, nel corso della stagione, anche a Marsiglia, Berlino e Miami.

## Prove

### Resoconto
Nella prima sessione di prove, con temperature abbastanza fresche, la Mercedes ha mostrato la sua competitività, con Lewis Hamilton, che con gomme morbide è stato l'unico pilota a scendere sotto il minuto e trentaquattro, anche se solo per un millesimo. Il campione del mondo ha preceduto di quasi quattro decimi Kimi Räikkönen, che ha montato invece gomme di mescola ultrasoft. Dietro al ferrarista si è posizionato il connazionale Valtteri Bottas, che ha preceduto le due Red Bull Racing e Sebastian Vettel, maggiormente impegnato nella ricerca dell'assetto per la gara. La pista ancora poco gommata e le temperature basse hanno favorito diversi errori di guida, che però non hanno portato a conseguenze per le monoposto.
Nella sessione pomeridiana la distanza fra i primi quattro piloti della classifica si è ridotta a solo un decimo, con Hamilton, ancora il più rapido, che ha preceduto di soli 7 millesimi Kimi Räikkönen, ancora secondo. La sessione è stata caratterizzata oltre che da basse temperature, anche da un forte vento, che ha preceduto poi l'arrivo della pioggia, verso il termine della sessione. Le monoposto mostrano una certa difficoltà a utilizzare le gomme ultrasoft, che mostrano un degrado molto rapido. Al quinto posto ha chiuso Max Verstappen, mentre l'altro pilota della Red Bull, Ricciardo, non ha potuto completare il suo giro migliore per dei problemi tecnici, chiudendo nono. Anche in questa sessione vi sono stati piccoli incidenti, soprattutto per Romain Grosjean, che ha danneggiato la sua Haas, mentre Charles Leclerc è stato autore di un testacoda, quando, nella parte finale della sessione, ha montato gomme da bagnato intermedio, per l'arrivo della pioggia. La McLaren è stata multata di 5 000 euro per aver inviato in pista, nel corso della sessione, Stoffel Vandoorne senza che le gomme fossero tutte fissate correttamente alla vettura.
Le due Ferrari si portano al comando, nella terza sessione di prove libere, anch'esse caratterizzate da temperature basse e vento. La pista si è anche presentata umida, all'inizio della sessione. Sebastian Vettel, su gomme ultrasoft, ha preceduto il suo compagno di team, Kimi Räikkönen, di circa mezzo secondo. Dopo la coppia di vetture italiane si è portato Valtteri Bottas, davanti a Max Verstappen, con Lewis Hamilton quinto, autore di numerosi errori di guida. L'altro pilota della Red Bull, Daniel Ricciardo, ha potuto compiere solo 4 giri, prima del cedimento della sua power unit. L'australiano aveva evidenziato anche problemi al cambio. Per Romain Grosjean, invece, vi è stato un guaio al disco freno posteriore destro, andato a fuoco, che ha costretto il pilota francese a una lunga riparazione. Il pilota della McLaren Stoffel Vandoorne è stato invece limitato dal malfunzionamento della telemetria.

### Risultati
Nella prima sessione del venerdì si è avuta questa situazione:
| Pos | Nº | Pilota          | Costruttore | Tempo    | Gap    | Giri |
| --- | -- | --------------- | ----------- | -------- | ------ | ---- |
| 1   | 44 | Lewis Hamilton  | Mercedes    | 1'33"999 |        | 22   |
| 2   | 7  | Kimi Räikkönen  | Ferrari     | 1'34"358 | +0"359 | 14   |
| 3   | 77 | Valtteri Bottas | Mercedes    | 1'34"457 | +0"458 | 28   |

Nella seconda sessione del venerdì si è avuta questa situazione:
| Pos | Nº | Pilota          | Costruttore | Tempo    | Gap    | Giri |
| --- | -- | --------------- | ----------- | -------- | ------ | ---- |
| 1   | 44 | Lewis Hamilton  | Mercedes    | 1'33"482 |        | 26   |
| 2   | 7  | Kimi Räikkönen  | Ferrari     | 1'33"489 | +0"007 | 26   |
| 3   | 77 | Valtteri Bottas | Mercedes    | 1'33"515 | +0"033 | 27   |

Nella  sessione del sabato si è avuta questa situazione:
| Pos | Nº | Pilota           | Costruttore | Tempo    | Gap    | Giri |
| --- | -- | ---------------- | ----------- | -------- | ------ | ---- |
| 1   | 5  | Sebastian Vettel | Ferrari     | 1'33"018 |        | 14   |
| 2   | 7  | Kimi Räikkönen   | Ferrari     | 1'33"469 | +0"451 | 21   |
| 3   | 77 | Valtteri Bottas  | Mercedes    | 1'33"761 | +0"743 | 16   |

## Qualifiche

### Resoconto
Nella prima fase Sebastian Vettel ottiene presto un tempo interessante, vicino al record della pista. Escono in ritardo le due Renault e anche Daniel Ricciardo, mentre Kimi Räikkönen annuncia, via radio, la presenza di alcune gocce di pioggia. Charles Leclerc va in testacoda, ma evita il contatto con le barriere. La pioggia però sembra evitare il tracciato, mentre, quando mancano poco più di tre minuti al termine della Q1 Ricciardo effettua il suo primo tentativo: l'australiano, pur commettendo un errore, riesce a ottenere la qualificazione alla fase seguente. Vengono eliminati i piloti di Sauber, Williams, oltre a Pierre Gasly.
Anche in Q2 le due Ferrari sono le più rapide con, questa volta, Räikkönen che sopravanza Vettel. Rimane in ritardo Hamilton, che solo col secondo tentativo riduce a sei decimi la distanza dal tempo del primo. Dietro, la lotta per la promozione in Q3 è serrata, con soli tre decimi di distacco tra il nono e il dodicesimo tempo. La Ferrari, dopo aver ottenuto il miglior tempo con gomme soft, cerca di migliorare utilizzando le gomme ultrasoft, cosa che modificherebbe anche il tipo di gomme da utilizzare all'inizio della gara. I due piloti della scuderia italiana però non abbassano i loro tempi. Nella fase finale della sessione Lewis Hamilton ottiene il miglior tempo, fino a quel momento ottenuto in tutto il weekend. Sono eliminati i due piloti della McLaren, oltre che Kevin Magnussen, Esteban Ocon e Brendon Hartley.
In Q3, al primo tentativo, Kimi Räikkönen ottiene il nuovo record della pista, un decimo meno di quanto ottenuto da Sebastian Vettel. Le Mercedes si portano a 4 decimi dalle Ferrari, mentre la terza linea virtuale è occupata dalle due Red Bull Racing. Bottas si migliora nel secondo tentativo, restando lontano dalle Ferrari, mentre Hamilton abortisce il secondo giro veloce. Kimi Räikkönen è capace di abbassare ancora il suo tempo, prima di essere battuto dal suo compagno di team, Vettel. Il tedesco ottiene la seconda pole position consecutiva. Per la Ferrari una striscia di due partenze al palo consecutive non accadeva dal 2012. La Mercedes, per la prima volta nell'era turbo-ibrida, dall'inizio della stagione 2014, non ottiene la pole position per due gare consecutive. Al termine della sessione Marcus Ericsson è penalizzato di 5 posizioni in griglia di partenza e di tre punti sulla Superlicenza, per non aver rispettato le bandiere gialle in Q1. La penalizzazione è solo teorica, visto che lo svedese si era qualificato ventesimo, e ultimo.

### Risultati

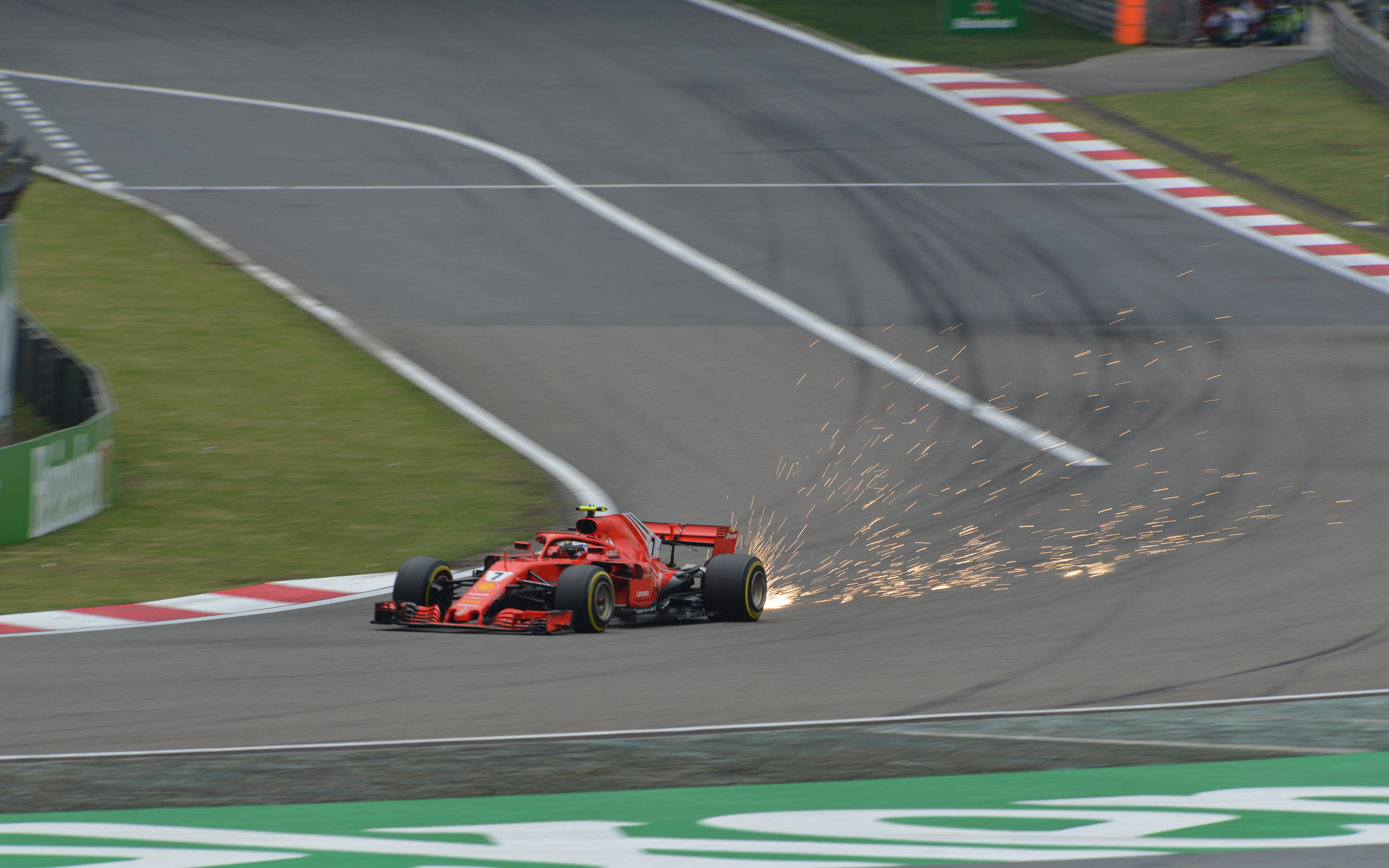
Kimi Räikkönen durante le qualifiche.

Nella sessione di qualifica si è avuta questa situazione:
| Pos                         | Nº | Pilota            | Costruttore               | Q1       | Q2       | Q3       | Griglia |
| --------------------------- | -- | ----------------- | ------------------------- | -------- | -------- | -------- | ------- |
| 1                           | 5  | Sebastian Vettel  | Ferrari                   | 1'32"171 | 1'32"385 | 1'31"095 | 1       |
| 2                           | 7  | Kimi Räikkönen    | Ferrari                   | 1'32"474 | 1'32"286 | 1'31"182 | 2       |
| 3                           | 77 | Valtteri Bottas   | Mercedes                  | 1'32"921 | 1'32"063 | 1'31"625 | 3       |
| 4                           | 44 | Lewis Hamilton    | Mercedes                  | 1'33"283 | 1'31"914 | 1'31"675 | 4       |
| 5                           | 33 | Max Verstappen    | Red Bull Racing-TAG Heuer | 1'32"932 | 1'32"809 | 1'31"796 | 5       |
| 6                           | 3  | Daniel Ricciardo  | Red Bull Racing-TAG Heuer | 1'33"877 | 1'32"688 | 1'31"948 | 6       |
| 7                           | 27 | Nico Hülkenberg   | Renault                   | 1'33"545 | 1'32"494 | 1'32"532 | 7       |
| 8                           | 11 | Sergio Pérez      | Force India-Mercedes      | 1'33"464 | 1'32"931 | 1'32"758 | 8       |
| 9                           | 55 | Carlos Sainz Jr.  | Renault                   | 1'33"315 | 1'32"970 | 1'32"819 | 9       |
| 10                          | 8  | Romain Grosjean   | Haas-Ferrari              | 1'33"238 | 1'32"524 | 1'32"855 | 10      |
| 11                          | 20 | Kevin Magnussen   | Haas-Ferrari              | 1'33"359 | 1'32"986 | N.D.     | 11      |
| 12                          | 31 | Esteban Ocon      | Force India-Mercedes      | 1'33"585 | 1'33"057 | N.D.     | 12      |
| 13                          | 14 | Fernando Alonso   | McLaren-Renault           | 1'33"428 | 1'33"232 | N.D.     | 13      |
| 14                          | 2  | Stoffel Vandoorne | McLaren-Renault           | 1'33"824 | 1'33"505 | N.D.     | 14      |
| 15                          | 28 | Brendon Hartley   | Scuderia Toro Rosso-Honda | 1'34"013 | 1'33"795 | N.D.     | 15      |
| 16                          | 35 | Sergej Sirotkin   | Williams-Mercedes         | 1'34"062 | N.D.     | N.D.     | 16      |
| 17                          | 10 | Pierre Gasly      | Scuderia Toro Rosso-Honda | 1'34"101 | N.D.     | N.D.     | 17      |
| 18                          | 18 | Lance Stroll      | Williams-Mercedes         | 1'34"285 | N.D.     | N.D.     | 18      |
| 19                          | 16 | Charles Leclerc   | Sauber-Ferrari            | 1'34"454 | N.D.     | N.D.     | 19      |
| 20                          | 9  | Marcus Ericsson   | Sauber-Ferrari            | 1'34"914 | N.D.     | N.D.     | 20      |
| Tempo limite 107%: 1'38"622 |    |                   |                           |          |          |          |         |

In grassetto sono indicate le migliori prestazioni in Q1, Q2 e Q3.

## Gara

### Resoconto

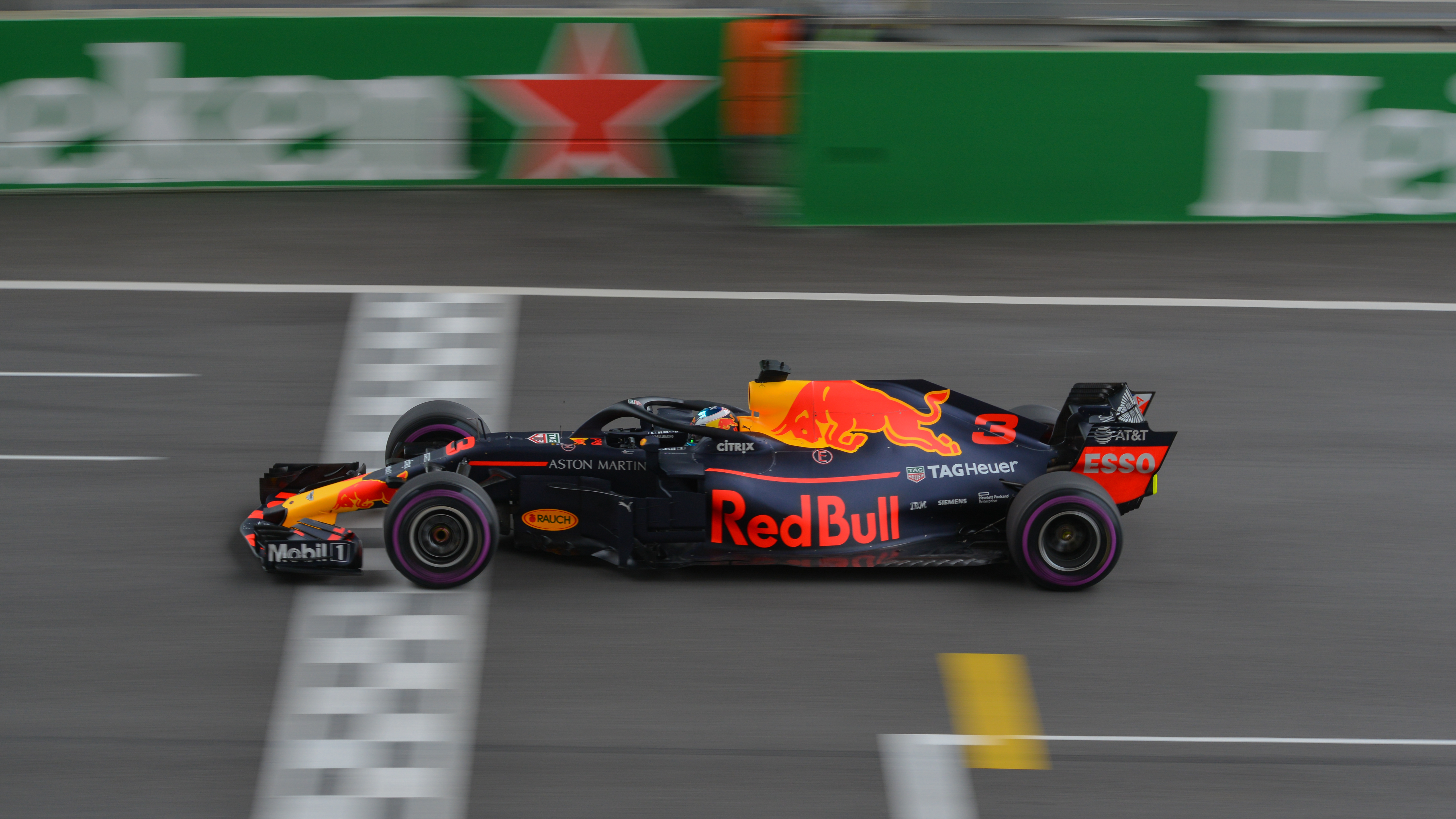
Il vincitore Daniel Ricciardo durante la prima sessione di prove libere.

In partenza Sebastian Vettel stringe su un lato Kimi Räikkönen, permettendo così a Valtteri Bottas di sfilare il suo compagno di team; anche Max Verstappen riesce a passare Räikkönen, che tiene dietro Lewis Hamilton. Seguono poi Daniel Ricciardo e le due Renault.
La classifica resta immutata per diversi giri, fino al dodicesimo passaggio, quando Carlos Sainz Jr. monta gomme medie, seguito, dopo un giro, dal suo compagno di team, Nico Hülkenberg. Le due Red Bull Racing attendono il diciassettesimo giro per il pit stop, che viene effettuato dalla due monoposto in sequenza: entrambi i piloti optano per le gomme medie. Il giro seguente tocca a Lewis Hamilton, che rientra in pista davanti a Kevin Magnussen: il danese, poco dopo, viene passato da Ricciardo. Valtteri Bottas effettua la sosta al giro 19, mentre attende il giro 20 Vettel. Una piccola imprecisione nel cambio gomme fa rientrare il tedesco dietro a Bottas.
Si porta al comando Kimi Räikkönen che però, a causa di gomme deteriorate, cede la testa a Bottas al giro 27; il ferrarista lascia passare anche Vettel, che così resta vicino alla testa della gara. Poco dopo Kimi Räikkönen effettua la sosta. Al trentesimo giro Brendon Hartley viene tamponato dal compagno di scuderia Pierre Gasly, al termine del lungo rettilineo. La presenza di molti detriti in pista costringe la direzione di gara a inviare in pista la Safety Car. La Red Bull decide di far rientrare ai box le due vetture, per montare gomme soft. Alla ripartenza della gara Valtteri Bottas è sempre al comando, seguito da Sebastian Vettel, Lewis Hamilton, Max Verstappen, Kimi Räikkönen e Daniel Ricciardo.
Le vetture anglo-austriache sfruttano le gomme fresche, e sono autrici di una bella rimonta. Al giro 37 Ricciardo passa Kimi Räikkönen; poco dopo Hamilton resiste a Verstappen, che è costretto a uscire dal tracciato, venendo passato da Ricciardo. L'australiano passa Hamilton al giro 40, che un giro dopo cede la posizione anche a Verstappen. Al quarantatreesimo giro Max Verstappen colpisce Vettel, nel tentativo di sorpasso. Il tedesco cede diverse posizioni, finendo sesto, con una vettura però non in perfette condizioni. Al giro 44 Ricciardo passa anche Bottas, prendendo il comando della gara. Kimi Räikkönen, sfruttando le gomme in crisi di Hamilton, passa al terzo posto. Vettel cede la sesta posizione a Nico Hülkenberg.
Nei giri finali il britannico cede una posizione anche a Verstappen, mentre Vettel è passato da Alonso a due giri dal termine. Max Verstappen si avvicina, senza successo a Räikkönen, a sua volta vicino a Bottas. Vince, per la sesta volta nel mondiale, Daniel Ricciardo. Lewis Hamilton ottiene il ventottesimo arrivo a punti consecutivo, nuovo record nel mondiale di F1.

### Risultati
I risultati del Gran Premio sono i seguenti:
| Pos | Nº | Pilota            | Costruttore               | Giri | Tempo/Ritiro       | Griglia | Punti |
| --- | -- | ----------------- | ------------------------- | ---- | ------------------ | ------- | ----- |
| 1   | 3  | Daniel Ricciardo  | Red Bull Racing-TAG Heuer | 56   | 1h35'36"380        | 6       | 25    |
| 2   | 77 | Valtteri Bottas   | Mercedes                  | 56   | +8"894             | 3       | 18    |
| 3   | 7  | Kimi Räikkönen    | Ferrari                   | 56   | +9"637             | 2       | 15    |
| 4   | 44 | Lewis Hamilton    | Mercedes                  | 56   | +16"985            | 4       | 12    |
| 5   | 33 | Max Verstappen    | Red Bull Racing-TAG Heuer | 56   | +20"436            | 5       | 10    |
| 6   | 27 | Nico Hülkenberg   | Renault                   | 56   | +21"052            | 7       | 8     |
| 7   | 14 | Fernando Alonso   | McLaren-Renault           | 56   | +30"639            | 13      | 6     |
| 8   | 5  | Sebastian Vettel  | Ferrari                   | 56   | +35"286            | 1       | 4     |
| 9   | 55 | Carlos Sainz Jr.  | Renault                   | 56   | +35"763            | 9       | 2     |
| 10  | 20 | Kevin Magnussen   | Haas-Ferrari              | 56   | +39"594            | 11      | 1     |
| 11  | 31 | Esteban Ocon      | Force India-Mercedes      | 56   | +44"050            | 12      |       |
| 12  | 11 | Sergio Pérez      | Force India               | 56   | +44"725            | 8       |       |
| 13  | 2  | Stoffel Vandoorne | McLaren-Renault           | 56   | +49"373            | 14      |       |
| 14  | 18 | Lance Stroll      | Williams-Mercedes         | 56   | +55"490            | 18      |       |
| 15  | 35 | Sergej Sirotkin   | Williams-Mercedes         | 56   | +58"241            | 16      |       |
| 16  | 9  | Marcus Ericsson   | Alfa Romeo Sauber-Ferrari | 56   | +1'02"604          | 20      |       |
| 17  | 8  | Romain Grosjean   | Haas-Ferrari              | 56   | +1'05"296          | 10      |       |
| 18  | 10 | Pierre Gasly      | Scuderia Toro Rosso       | 56   | +1'06"330          | 17      |       |
| 19  | 16 | Charles Leclerc   | Alfa Romeo Sauber-Ferrari | 56   | +1'22"575          | 19      |       |
| 20  | 28 | Brendon Hartley   | Scuderia Toro Rosso-Honda | 51   | Danni da Incidente | 15      |       |

## Classifiche mondiali

### Piloti
| Pos | Pilota            | Punti |
| --- | ----------------- | ----- |
| 1   | Sebastian Vettel  | 54    |
| 2   | Lewis Hamilton    | 45    |
| 3   | Valtteri Bottas   | 40    |
| 4   | Daniel Ricciardo  | 37    |
| 5   | Kimi Räikkönen    | 30    |
| 6   | Fernando Alonso   | 22    |
| 6   | Nico Hülkenberg   | 22    |
| 7   | Max Verstappen    | 18    |
| 8   | Pierre Gasly      | 12    |
| 9   | Kevin Magnussen   | 11    |
| 10  | Stoffel Vandoorne | 6     |
| 11  | Carlos Sainz Jr.  | 3     |
| 12  | Marcus Ericsson   | 2     |
| 13  | Esteban Ocon      | 1     |

### Costruttori
| Pos | Costruttore               | Punti |
| --- | ------------------------- | ----- |
| 1   | Mercedes                  | 85    |
| 2   | Ferrari                   | 84    |
| 3   | Red Bull Racing-TAG Heuer | 55    |
| 4   | McLaren-Renault           | 28    |
| 5   | Renault                   | 25    |
| 6   | Scuderia Toro Rosso-Honda | 12    |
| 7   | Haas-Ferrari              | 11    |
| 8   | Sauber-Ferrari            | 2     |
| 9   | Force India-Mercedes      | 1     |

## Decisioni della FIA
Al termine della gara, la FIA decide di penalizzare di dieci secondi sul tempo totale, Max Verstappen, giudicato colpevole nell'incidente con Sebastian Vettel e Pierre Gasly, per l'incidente con Brendon Hartley. Verstappen, giunto quarto, scende così in quinta posizione, mentre Gasly scende dal quindicesimo al diciottesimo posto. A entrambi i piloti vengono anche tolti due punti sulla Superlicenza.